# Dolichomia amoenalis
Dolichomia amoenalis är en fjärilsart som beskrevs av Heinrich Benno Möschler 1881. Dolichomia amoenalis ingår i släktet Dolichomia och familjen mott. Inga underarter finns listade i Catalogue of Life.